# Alginato de potássio
Alginato de potássio (E402) é um composto químico que é o sal de potássio do ácido algínico.
É extraido das paredes celulares de algas marrons. Sua fórmula química empírica é KC6H7O6.
É o homólogo de potássio do alginato de sódio.

## Utilização industrial
É usado como estabilizante, emulsificante e espessante na indústria de alimentos.
Devido às suas propriedades de absorção de água, é usado também em compostos emagrecedores, assim como na indústria têxtil e papeleira.